# ヴィットリオ・デ・システィ
ヴィットリオ・デ・システィ（Vittorio De Sisti、1940年11月23日 - 2006年4月22日）は、イタリアの映画監督。60年代から70年代中心に活躍。

## 人物
リビアのデルナ生まれ。1962年に音響の仕事で映画界に入り、1966年にマルコ・ベロキオの助監督をした後に監督としてデビューした。日本に入ってきた映画は多いとは言えず、有名作も少ない。

## 代表作
- セックス イタリアン・スタイル Scusi, lei conosce il sesso?（1967）日本未公開
- ハレンチ地帯をあばく-裸にされたイギリス Inghilterra Nuda（1969）
- 課外授業 Lezioni Private (1975)
- 青春のダンスミュージック Dance music (1985)　TV放映のみ。